# Deutsche Leichtathletik-Meisterschaften 1971/Resultate
Der Hauptteil der Wettbewerbe bei den 71. Deutschen Leichtathletik-Meisterschaften wurde vom 9. bis zum 11. Juli 1971 im Stuttgarter Neckarstadion ausgetragen.
In der hier vorliegenden Auflistung werden die in den verschiedenen Wettbewerben jeweils ersten sechs platzierten Leichtathletinnen und Leichtathleten aufgeführt. Eine Übersicht mit den Medaillengewinnerinnen und -gewinnern sowie einigen Anmerkungen zu den Meisterschaften findet sich unter dem Link Deutsche Leichtathletik-Meisterschaften 1971.
Wie immer gab es zahlreiche Disziplinen, die zu anderen Terminen an anderen Orten stattfanden – in den folgenden Übersichten jeweils konkret benannt.
Hier die ausführlichen Ergebnislisten der Meisterschaften 1971:

## Meisterschaftsresultate Männer

### 100 m
| Platz | Athlet, Verein                              | Zeit (s) |
| ----- | ------------------------------------------- | -------- |
| 1     | Karlheinz Klotz (TV Neureut-Süd)            | 10,1     |
| 2     | Gerhard Wucherer (USC Mainz)                | 10,2     |
| 3     | Eckart Brieger (Eintracht Frankfurt)        | 10,3     |
| 4     | Manfred Schumann (TSV Bayer 04 Leverkusen)  | 10,3     |
| 5     | Franz-Peter Hofmeister (Jugend 07 Bergheim) | 10,3     |
| 6     | Manfred Ommer (TSV Bayer 04 Leverkusen)     | 10,4     |

Datum: 10. Juli

### 200 m
| Platz | Athlet, Verein                              | Zeit (s) |
| ----- | ------------------------------------------- | -------- |
| 1     | Karlheinz Klotz (TV Neureut-Süd)            | 20,5     |
| 2     | Franz-Peter Hofmeister (Jugend 07 Bergheim) | 20,5     |
| 3     | Karl Honz (VfB Stuttgart)                   | 20,8     |
| 4     | Peter Sassnink (SV Salamander Kornwestheim) | 20,9     |
| 5     | Edgar Krüger (LG Essen/Polizei Essen)       | 20,9     |
| 6     | Peter Honnef (LG Essen/Polizei Essen)       | 21,0     |

Datum: 11. Juli

### 400 m
| Platz | Athlet, Verein                               | Zeit (s) |
| ----- | -------------------------------------------- | -------- |
| 1     | Hermann Köhler (TV Wattenscheid 01)          | 45,8     |
| 2     | Martin Jellinghaus (TSV Bayer 04 Leverkusen) | 46,1     |
| 3     | Thomas Jordan (TSV Bayer 04 Leverkusen)      | 46,2     |
| 4     | Georg Nückles (Kehler FV)                    | 46,9     |
| 5     | Horst Haßlinger (LAC Quelle Fürth)           | 47,2     |
| 6     | Falko Geiger (TSV 1860 München)              | 47,4     |

Datum: 10. Juli

### 800 m
| Platz | Athlet, Verein                        | Zeit (min) |
| ----- | ------------------------------------- | ---------- |
| 1     | Franz-Josef Kemper (LG Ratio Münster) | 1:47,5     |
| 2     | Jens-Bodo Fried (OSC Berlin)          | 1:47,7     |
| 3     | Paul-Heinz Wellmann (TV 1885 Haiger)  | 1:48,0     |
| 4     | Hans-Peter Wieland (USC Heidelberg)   | 1:48,0     |
| 5     | Lothar Reintrog (Post-SV Trier)       | 1:48,6     |
| 6     | Reiner Burmester (LAG Elbe/Göhrde)    | 1:48,9     |

Datum: 11. Juli

### 1500 m
| Platz | Athlet, Verein                 | Zeit (min) |
| ----- | ------------------------------ | ---------- |
| 1     | Bodo Tümmler (SCC Berlin)      | 3:42,3     |
| 2     | Thomas Wessinghage (USC Mainz) | 3:42,8     |
| 3     | Heinz Mörtl (LAC Quelle Fürth) | 3:43,2     |
| 4     | Erk Maasch (Hamburger SV)      | 3:44,1     |
| 5     | Wolfram Schmitz (Hamburger SV) | 3:44,2     |
| 6     | Günter Stucky (TG Bad Homburg) | 3:44,3     |

Datum: 10. Juli

### 5000 m
| Platz | Athlet, Verein                        | Zeit (min) |
| ----- | ------------------------------------- | ---------- |
| 1     | Harald Norpoth (LG Ratio Münster)     | 13:53,0    |
| 2     | Werner Girke (VfL Wolfsburg)          | 14:03,2    |
| 3     | Ulrich Brugger (Stuttgarter Kickers)  | 14:04,2    |
| 4     | Wolfgang Riesinger (LG Ratio Münster) | 14:07,8    |
| 5     | Klaus Addicks (SCC Berlin)            | 14:14,2    |
| 6     | Gerhard Fontana (USC Heidelberg)      | 14:17,4    |

Datum: 11. Juli

### 10.000 m
| Platz | Athlet, Verein                            | Zeit (min) |
| ----- | ----------------------------------------- | ---------- |
| 1     | Jens Wollenberg (TSV Bayer 04 Leverkusen) | 29:59,6    |
| 2     | Günter Mielke (ASV Köln)                  | 30:17,4    |
| 3     | Joachim Ließ (TV Wattenscheid 01)         | 30:21,2    |
| 4     | Wolfgang Glöde (Aachener TG)              | 30:25,2    |
| 5     | Gerd Escher (LC Bonn)                     | 30:44,8    |
| 6     | Wolfgang Kaffei (Rot-Weiß Koblenz)        | 30:49,0    |

Datum: 10. Juli

### Marathon
| Platz | Athlet, Verein                                 | Zeit (h)  |
| ----- | ---------------------------------------------- | --------- |
| 1     | Lutz Philipp (ASC Darmstadt)                   | 2:24:31,8 |
| 2     | Manfred Steffny (LG Bayer 04 Leverkusen)       | 2:27:27,4 |
| 3     | Hans Hellbach (ASC Darmstadt)                  | 2:31:57,4 |
| 4     | Clemens Schneider-Strittmatter (Karlsruher SC) | 2:34:06,0 |
| 5     | Walter Weba (ASC Darmstadt)                    | 2:34:06,6 |
| 6     | Wolfram Koschorke (Freiburger FC)              | 2:35:16,0 |

Datum: 10. Juli
fand in Achern bei glühender Hitze statt.

### Marathon, Mannschaftswertung
| Platz | Verein, Besetzung                                                                | Zeit (h) |
| ----- | -------------------------------------------------------------------------------- | -------- |
| 1     | ASC Darmstadt (Lutz Philipp, Hans Hellbach, Walter Weba)                         | 7:30:36  |
| 2     | Karlsruher SC (Clemens Schneider-Strittmatter, Reinhold Russ, Henning Krogmeier) | 8:14:52  |
| 3     | Preussen Krefeld (Hermann Tonnemann, Jürgen Bergmann, Oswald Charnietzki)        | 8:20:20  |
| 4     | SCC Berlin (Alfredo Blasel, Horst Wegner, Rolf Schükerk)                         | 8:32:03  |
| 5     | LG DSD/PSV Düsseldorf (Ewald Lork, Christian Hartwich, Manfred Wirtz)            | 8:45:38  |
| 6     | LG Bremen Süd (Kurt Petereit, Rudi Hein, Hans Thomas)                            | 8:47:22  |

Datum: 10. Juli
fand in Achern statt

### 110 m Hürden
| Platz | Athlet, Verein                             | Zeit (s) |
| ----- | ------------------------------------------ | -------- |
| 1     | Manfred Schumann (TSV Bayer 04 Leverkusen) | 13,9     |
| 2     | Günther Nickel (TSV Bayer 04 Leverkusen)   | 14,0     |
| 3     | Werner Trzmiel (ASC Darmstadt)             | 14,1     |
| 4     | Wolfgang Schulze (OSC Berlin)              | 14,4     |
| 5     | Adolf Heine (Stuttgarter Kickers)          | 14,5     |
| 6     | Kurt Aubele (LG Staufen)                   | 14,7     |

Datum: 10. Juli

### 400 m Hürden
| Platz | Athlet, Verein                           | Zeit (s) |
| ----- | ---------------------------------------- | -------- |
| 1     | Dieter Büttner (TSV Bayer 04 Leverkusen) | 49,6     |
| 2     | Dieter Friedrich (Hannover 96)           | 50,6     |
| 3     | Hubert Schwan (LG PSV/WSV Wuppertal)     | 51,0     |
| 4     | Rolf Ziegler (SKV Eglosheim)             | 51,0     |
| 5     | Gerhard Hennige (ASC Darmstadt)          | 51,1     |
| 6     | Peter Brühl (Rot-Weiß Koblenz)           | 51,8     |

Datum: 11. Juli

### 3000 m Hindernis
| Platz | Athlet, Verein                            | Zeit (min) |
| ----- | ----------------------------------------- | ---------- |
| 1     | Jürgen May (LG Kreis Hanau)               | 8:32,4     |
| 2     | Willi Wagner (TV Wattenscheid 01)         | 8:35,2     |
| 3     | Hans-Dieter Schulten (TV Wattenscheid 01) | 8:35,8     |
| 4     | Karl-Heinz Betz (LAC Quelle Fürth)        | 8:36,4     |
| 5     | Werner Schumann (ASC Darmstadt)           | 8:42,6     |
| 6     | Oswald Engel (ASC Darmstadt)              | 8:47,4     |

Datum: 11. Juli

### 4 × 100 m Staffel
| Platz | Verein, Besetzung                                                                             | Zeit (s) |
| ----- | --------------------------------------------------------------------------------------------- | -------- |
| 1     | USC Mainz I (Manfred Letzelter, Gert Metz, Gerhard Wucherer, Günther Rudolph)                 | 39,7     |
| 2     | TSV Bayer 04 Leverkusen (Manfred Schumann, Martin Jellinghaus, Manfred Ommer, Günther Nickel) | 39,8     |
| 3     | LG Frankfurt (Schmitt, Gerold Hein, Heino Dörr, Heinz Rienecker)                              | 40,2     |
| 4     | USC Mainz II (Sitter, Horst Schmude, Bernd Roos, Eberhard Stroot)                             | 40,3     |
| 5     | LG Essen/Polizei Essen (Feldmann, Manfred Knickenberg, Edgar Krüger, Peter Honnef)            | 40,4     |
| 6     | SV Polizei Hamburg (Warnk, Reinhard Borchert, Jobst Hirscht, Robert Dornemann)                | 40,4     |

Datum: 11. Juli

### 4 × 400 m Staffel
| Platz | Verein, Besetzung                                                                | Zeit (min) |
| ----- | -------------------------------------------------------------------------------- | ---------- |
| 1     | LC Bonn (Klaus Skrzipek, Helmut Wilden, Gerhard Fischer, Wolfgang Fischer)       | 3:09,8     |
| 2     | LG Kassel (Graf, Wagner, Karl-Heinz Barchfeld, Spaich)                           | 3:10,3     |
| 3     | TSV Bayer 04 Leverkusen (Roeber, Bernd Herrmann, Ulrich Reich, Roland Roßmeißl)  | 3:10,5     |
| 4     | Post-SV Trier (Lothar Reintrog, Johannes Brühl, Peter Stemmermann, Friedel Kühn) | 3:10,9     |
| 5     | LG PSV/WSV Wuppertal (Werner, Norbert Mosch, Godehard Brysch, Hubert Schwan)     | 3:12,1     |
| 6     | VfB Stuttgart (Gerhard Burkhardt, Herbert Moser, Uwe Lenz, Karl Honz)            | 3:12,2     |

Datum: 11. Juli

### 4 × 800 m Staffel
| Platz | Verein, Besetzung                                                                                      | Zeit (min) |
| ----- | --- | ---------- |
| 1     | TSV Bayer 04 Leverkusen I (Franz-Josef Becker, Raimund Kastner, Wolfgang Strittmatter, Joachim Strauß) | 7:28,4     |
| 2     | SCC Berlin (Harald Neugebauer, Clasen, Nawrath, Bodo Tümmler)                                          | 7:28,8     |
| 3     | LG Ganter Freiburg (Klaus, Gernot Schoch, Allmer, Paul)                                                | 7:29,8     |
| 4     | Hannover 96 (Nause, Bergander, Himstedt, Dieter Friedrich)                                             | 7:30,6     |
| 5     | SV Salamander Kornwestheim (Günter Weber, Hartmut Potschka, Manfred Henne, Kurt Weisert)               | 7:32,4     |
| 6     | TSV Bayer 04 Leverkusen II (Jürgen Jaenisch, Mentges, Goergen, Arnd Krüger)                            | 7:33,2     |

Datum: 26. September
fand in Hannover statt

### 4 × 1500 m Staffel
| Platz | Verein, Besetzung                                                                           | Zeit (min) |
| ----- | ------------------------------------------------------------------------------------------- | ---------- |
| 1     | LAC Quelle Fürth (Ludwig-Mario Niedermeier, Anton Adam, Heinz Mörtl, Karl-Heinz Schirmeier) | 15:33,4    |
| 2     | Hamburger SV (Wolfram Schmitz, Frank Sonntag, Dieter Lange, Erk Maasch)                     | 15:40,4    |
| 3     | VfL Wolfsburg (Rolf Burscheid, Alfons Ida, Norbert Baier, Werner Girke)                     | 15:42,0    |
| 4     | LG Itzehoe (Wolfgang Soukup, Joachim Klatt, Gerd Frähmcke, Hartmut Bräuer)                  | 15:42,8    |
| 5     | Neuköllner Sportfreunde (Ladewig, Friedrich Breyer, Hoffmann, Ingo Sensburg)                | 15:48,6    |
| 6     | ABC Ludwigshafen (Hans Giesa, Günther Lenske, Karl Mann, Roland Jochem)                     | 15:53,2    |

Datum: 26. September
fand in Hannover statt

### 20 km Gehen
| Platz | Athlet, Verein                           | Zeit (h)  |
| ----- | ---------------------------------------- | --------- |
| 1     | Wilfried Wesch (Eintracht Frankfurt)     | 1:33:11,8 |
| 2     | Bernhard Nermerich (Eintracht Frankfurt) | 1:33:36,4 |
| 3     | Bernd Kannenberg (LAC Quelle Fürth)      | 1:35:11,0 |
| 4     | Gerhard Weidner (LG Salzgitter)          | 1:35:19,0 |
| 5     | Gerd Schuth (LG Salzgitter)              | 1:35:54,0 |
| 6     | Dr. Herbert Meier (LAC Quelle Fürth)     | 1:36:36,0 |

Datum: 4. Juli
fand in Salzgitter statt

### 20 km Gehen, Mannschaftswertung
| Platz | Verein, Besetzung                                                              | Zeit (h)  |
| ----- | ------------------------------------------------------------------------------ | --------- |
| 1     | Eintracht Frankfurt (Wilfried Wesch, Bernhard Nermerich, Horst-Rüdiger Magnor) | 4:44:21,2 |
| 2     | LAC Quelle Fürth (Bernd Kannenberg, Dr. Herbert Meier, Alwin Reng)             | 4:51:55,0 |
| 3     | LG Salzgitter (Gerhard Weidner, Gerd Schuth, Karl-Heinz Pape)                  | 4:53:01,0 |
| 4     | DJK Adler Bad Kreuznach (Rainer Tryankowski, Heinrich Schubert, Schmidt)       | 4:59:32,0 |
| 5     | FC Bayer 05 Uerdingen (Lothar Milden, Jochen Saleina, Lehnen)                  | 5:09:57,6 |
| 6     | TSV 1882 Raunheim (Lothar Nitzsche, Peter Norden, Heinrich Martin)             | 5:21:26,0 |

Datum: 4. Juli
fand in Salzgitter statt

### 50 km Gehen
| Platz | Athlet, Verein                             | Zeit (h)  |
| ----- | ------------------------------------------ | --------- |
| 1     | Bernhard Nermerich (Eintracht Frankfurt)   | 4:05:39,6 |
| 2     | Dr. Herbert Meier (LAC Quelle Fürth)       | 4:15:51,4 |
| 3     | Bernd Kannenberg (LAC Quelle Fürth)        | 4:20:11,6 |
| 4     | Gerhard Weidner (LG Salzgitter)            | 4:22:00,2 |
| 5     | Horst-Rüdiger Magnor (Eintracht Frankfurt) | 4:24:45,2 |
| 6     | Alwin Reng (LAC Quelle Fürth)              | 4:28:40,4 |

Datum: 11. Juli
fand in Achern-Önsbach statt

### 50 km Gehen, Mannschaftswertung
| Platz | Verein, Besetzung                                                              | Zeit (h)   |
| ----- | ------------------------------------------------------------------------------ | ---------- |
| 1     | LAC Quelle Fürth (Dr. Herbert Meier, Bernd Kannenberg, Alwin Reng)             | 13:04:43,4 |
| 2     | Eintracht Frankfurt (Bernhard Nermerich, Horst-Rüdiger Magnor, Peter Schuster) | 13:22:12,0 |
| 3     | LG Salzgitter (Gerhard Weidner, Gerd Schuth, Werner Hupfeld)                   | 14:01:59,0 |
| 4     | FC Bayer 05 Uerdingen (Lothar Milden, Walter Stärk, Jochen Saleina)            | 14:39:51,8 |
| 5     | DJK Adler Bad Kreuznach (Schmidt, Heinrich Schubert, Rainer Tryankowski)       | 14:42:56,4 |
| 6     | TSV 1882 Raunheim (Peter Norden, Mathias Hayda, Ben Mansour)                   | 15:03:57,2 |

Datum: 11. Juli
fand in Achern-Önsbach statt

### Hochsprung
| Platz | Athlet, Verein                               | Höhe (m) |
| ----- | -------------------------------------------- | -------- |
| 1     | Gunther Spielvogel (TSV Bayer 04 Leverkusen) | 2,17     |
| 2     | Lothar Doster (SV Salamander Kornwestheim)   | 2,17     |
| 3     | Hermann Magerl (TSV 1860 München)            | 2,17     |
| 4     | Peter Frost (TSV Bayer 04 Leverkusen)        | 2,14     |
| 5     | Thomas Zacharias (USC Mainz)                 | 2,11     |
| 6     | Roland Hartmann (TSV Bayer 04 Leverkusen)    | 2,11     |

Datum: 11. Juli

### Stabhochsprung
| Platz | Athlet, Verein                          | Höhe (m) |
| ----- | --------------------------------------- | -------- |
| 1     | Hans-Jürgen Ziegler (KSV Hessen Kassel) | 5,10     |
| 2     | Bernd Heller (USC Mainz)                | 5,00     |
| 3     | Frank Kornatz (LBV Phönix Lübeck)       | 5,00     |
| 4     | Heinfried Engel (USC Mainz)             | 5,00     |
| 5     | Manfred Beckers (LG Düsseldorf)         | 4,90     |
| 6     | Reiner Liese (ASC Darmstadt)            | 4,90     |

Datum: 10. Juli

### Weitsprung
| Platz | Athlet, Verein                      | Weite (m) |
| ----- | ----------------------------------- | --------- |
| 1     | Hans Baumgartner (TV Heppenheim)    | 8,02      |
| 2     | Josef Schwarz (TSV 1860 München)    | 7,95      |
| 3     | Hans Pfister (1. FC Nürnberg)       | 7,77      |
| 4     | Richard Kick (TSV 1860 München)     | 7,60      |
| 5     | Hermann Latzel (ASV Köln)           | 7,54      |
| 6     | Ulrich Köwring (TV Wattenscheid 01) | 7,48      |

Datum: 10. Juli

### Dreisprung
| Platz | Athlet, Verein                                | Weite (m) |
| ----- | --------------------------------------------- | --------- |
| 1     | Michael Sauer (USC Mainz)                     | 16,64     |
| 2     | Joachim Kugler (USC Mainz)                    | 16,24     |
| 3     | Richard Kick (TSV 1860 München)               | 16,14     |
| 4     | Harald Strutz (USC Mainz)                     | 16,08     |
| 5     | Bernhard Stierle (SV Salamander Kornwestheim) | 15,68     |
| 6     | Rolf Liebs (MTV Dinslaken)                    | 15,25     |

Datum: 11. Juli
Michael Sauer gewann in diesem Jahr die letzte seiner neun in Folge errungenen Meistertitel im Dreisprung seit 1963.

### Kugelstoßen
| Platz | Athlet, Verein                    | Weite (m) |
| ----- | --------------------------------- | --------- |
| 1     | Heinfried Birlenbach (LG Siegen)  | 19,59     |
| 2     | Hans-Dieter Möser (ASC Darmstadt) | 19,24     |
| 3     | Ralf Reichenbach (OSC Berlin)     | 18,96     |
| 4     | Ferdinand Schladen (LC Bonn)      | 18,44     |
| 5     | Rolf Engels (Rot-Weiß Oberhausen) | 18,41     |
| 6     | Harro Schoon (KSV Hessen Kassel)  | 17,71     |

Datum: 11. Juli

### Diskuswurf
| Platz | Athlet, Verein                               | Weite (m) |
| ----- | -------------------------------------------- | --------- |
| 1     | Klaus-Peter Hennig (TSV Bayer 04 Leverkusen) | 61,32     |
| 2     | Dirk Wippermann (Rot-Weiß Oberhausen)        | 60,68     |
| 3     | Hein-Direck Neu (TSV Bayer 04 Leverkusen)    | 57,46     |
| 4     | Ferdinand Schladen (LC Bonn)                 | 54,48     |
| 5     | Karl-Heinz Steinmetz (ASC Darmstadt)         | 54,14     |
| 6     | Josef Forst (TV Wattenscheid 01)             | 52,32     |

Datum: 10. Juli

### Hammerwurf
| Platz | Athlet, Verein                       | Weite (m) |
| ----- | ------------------------------------ | --------- |
| 1     | Uwe Beyer (USC Mainz)                | 72,58     |
| 2     | Walter Schmidt (ASC Darmstadt)       | 71,86     |
| 3     | Lutz Caspers (Rot-Weiß Oberhausen)   | 70,50     |
| 4     | Edwin Klein (USC Mainz)              | 69,96     |
| 5     | Karl-Hans Riehm (TV Germania Trier)  | 68,64     |
| 6     | Hans Fahsl (TSV Bayer 04 Leverkusen) | 68,18     |

Datum: 10. Juli

### Speerwurf
| Platz | Athlet, Verein                      | Weite (m) |
| ----- | ----------------------------------- | --------- |
| 1     | Klaus Wolfermann (SV Gendorf)       | 84,50     |
| 2     | Hermann Schlechter (USC Heidelberg) | 80,04     |
| 3     | Gerd Simonsen (LG Offenburg)        | 78,50     |
| 4     | Hermann Salomon (USC Mainz)         | 76,62     |
| 5     | Eugen Stumpp (TSG Balingen)         | 75,22     |
| 6     | Peter Mörbel (USC Mainz)            | 74,80     |

Datum: 11. Juli

### Fünfkampf,1965er Wertung
| Platz | Athlet, Verein                             | P – offiz. Wert. | P – 85er Wert. |
| ----- | ------------------------------------------ | ---------------- | -------------- |
| 1     | Kurt Bendlin (LC Bonn)                     | 3852             | 4041           |
| 2     | Engelbert Pöß (SV Salamander Kornwestheim) | 3556             | 3670           |
| 3     | Axel Jelten (SV Saar 05 Saarbrücken)       | 3451             | 3597           |
| 4     | Wolfgang Tilly (LG ESV/PSV Essen)          | 3410             | 3549           |
| 5     | Klaus Kann (TuS 04 Leverkusen)             | 3388             | 3492           |
| 6     | Werner Schallau (SuS Schalke 96)           | 3327             | 3444           |

Datum: 25. September
fand in Hannover statt
Disziplinen des Fünfkampfs: Weitsprung, Speerwurf, 200 m, Diskuswurf, 1500 m

### Fünfkampf,1965er Wertung– Mannschaftswertung
| Platz | Verein, Besetzung                                                       | (Pkte) |
| ----- | ----------------------------------------------------------------------- | ------ |
| 1     | SV Salamander Kornwestheim (Engelbert Pöß, Horst Kley, Wolfgang Seeger) | 9875   |
| 2     | Holstein Kiel (Vogt, Kock, Hausmann)                                    | 9483   |
| 3     | LC Bonn (Kurt Bendlin, Gerd Winkler, Ingo Willenborg)                   | 9204   |
| 4     | MTV Herrenhausen (Tatge, Brune, Jacke)                                  | 8916   |
| 5     | TuS 04 Leverkusen (Klaus Kann, Ullrich, Ruloffs)                        | 8655   |
| 6     | LG Kamp-Lintfort (Lothar Karge, Kurt Romba, Jürgen Mölleken)            | 8260   |

Datum: 25. September
fand in Hannover statt

### Zehnkampf,1965er Wertung
| Platz | Athlet, Verein                              | P – offiz. Wert. | P – 85er Wert. |
| ----- | ------------------------------------------- | ---------------- | -------------- |
| 1     | Kurt Bendlin (LC Bonn)                      | 8244             | 8198           |
| 2     | Hans-Joachim Walde (USC Mainz)              | 8122             | 8015           |
| 3     | Heinz-Ulrich Schulze (Grün-Weiß Flüren)     | 8043             | 7901           |
| 4     | Herbert Swoboda (USC Mainz)                 | 8008             | 7858           |
| 5     | Günther Grube (Gut Heil Lübeck 1876)        | 7872             | 7767           |
| 6     | Hans-Joachim Perk (TSV Bayer 04 Leverkusen) | 7836             | 7701           |

Datum: 17/18. Juli
fand in Osnabrück-Gretesch statt

### Zehnkampf,1965er Wertung– Mannschaftswertung
| Platz | Verein, Besetzung                                                | (Pkte) |
| ----- | ---------------------------------------------------------------- | ------ |
| 1     | TSV Bayer 04 Leverkusen (Bernd Knut, Stamm, Axel Schiprowski)    | 21.164 |
| 2     | SCC Berlin (Jürgen Poelke, Jörg Schiebel, Detlef Schumacher)     | 21.072 |
| 3     | TV Wattenscheid 01 (Klammer, Werner Antoszkiewicz, Manfred Bock) | 20.444 |
| 4     | TV Hülzweiler (Koch, Bumb, Martin)                               | 19.668 |

Datum: 17/18. Juli
fand in Osnabrück-Gretesch statt
nur 4 Mannschaften in der Wertung

### WaldlaufMittelstrecke –4,4km
| Platz | Athlet, Verein                          | Zeit (min) |
| ----- | --------------------------------------- | ---------- |
| 1     | Harald Norpoth (LG Ratio Münster)       | 12:07,2    |
| 2     | Werner Girke (VfL Wolfsburg)            | 12:17,2    |
| 3     | Heinz Mörtl (LAC Quelle Fürth)          | 12:19,2    |
| 4     | Ingo Sensburg (Neuköllner Sportfreunde) | 12:22,6    |
| 5     | Ulrich Brugger (Stuttgarter Kickers)    | 12:23,8    |
| 6     | Jürgen Schmidt (Hamburger SV)           | 12:26,2    |

Datum: 25. April
fand in Pfungstadt statt

### WaldlaufMittelstrecke, Mannschaftswertung
| Platz | Verein, Besetzung                                                             | (Pkte)               |
| ----- | ----------------------------------------------------------------------------- | -------------------- |
| 1     | LAC Quelle Fürth (Heinz Mörtl, Karl-Heinz Betz, Karl-Heinz Schirmeier)        | 23 (Plätze 03/9/11)  |
| 2     | LG Ratio Münster (Harald Norpoth, Norbert Kepp, Manfred Arntz)                | 28 (Plätze 01/10/17) |
| 3     | Hamburger SV (Erk Maasch, Frank Sonntag, Daduda)                              | 33 (Plätze 06/7/20)  |
| 4     | VfL Wolfsburg (Werner Girke, Norbert Baier, Alfons Ida)                       | 44 (Plätze 02/14/28) |
| 5     | USC Heidelberg (Gerhard Fontana, Reiner Schwarz, Rolf Duwe)                   | 84 (Plätze 08/19/27) |
| 6     | Stuttgarter Kickers (Ulrich Brugger, Ulrich Dinkelacker, Wolfgang Schönleber) | 92 (Plätze 05/40/47) |

Datum: 25. April
fand in Pfungstadt statt

### WaldlaufLangstrecke –12,3km
| Platz | Athlet, Verein                            | Zeit (min) |
| ----- | ----------------------------------------- | ---------- |
| 1     | Lutz Philipp (ASC Darmstadt)              | 36:19,6    |
| 2     | Jens Wollenberg (TSV Bayer 04 Leverkusen) | 36:37,6    |
| 3     | Hans-Dieter Schulten (TV Wattenscheid 01) | 36:45,0    |
| 4     | Paul Angenvoorth (FC Bayer 05 Uerdingen)  | 36:55,2    |
| 5     | Klaus Addicks (SCC Berlin)                | 36:59,4    |
| 6     | Ulrich Greiner (TK Hannover)              | 37:00,0    |

Datum: 25. April
fand in Pfungstadt statt

### WaldlaufLangstrecke, Mannschaftswertung
| Platz | Verein, Besetzung                                                          | (Pkte)               |
| ----- | -------------------------------------------------------------------------- | -------------------- |
| 1     | ASC Darmstadt I (Lutz Philipp, Ari Vuorenmaa, Claus-Peter Hälsig)          | 21 (Plätze 01/9/11)  |
| 2     | TV Wattenscheid 01 (Hans-Dieter Schulten, Wolfgang Falke, Ernst Vogelsang) | 38 (Plätze 03/11/24) |
| 3     | ASC Darmstadt II (Helmut Jesberg, Hans Hellbach, Till Lufft)               | 42 (Plätze 13/14/15) |
| 4     | LC Bonn (Gerd Escher, Detlef Uhlemann, Berthold Werthmann)                 | 56 (Plätze 09/12/35) |
| 5     | TSV Bayer 04 Leverkusen (Jens Wollenberg, Wilhelm Heuser, Manfred Steffny) | 66 (Plätze 02/31/33) |
| 6     | ASC Darmstadt III (Falko Will, Oswald Engel, Schirmer)                     | 71 (Plätze 19/23/29) |

Datum: 25. April
fand in Pfungstadt statt

## Meisterschaftsresultate Frauen

### 100 m
| Platz | Athletin, Verein                                     | Zeit (s) |
| ----- | ---------------------------------------------------- | -------- |
| 1     | Elfgard Schittenhelm, geb. Weismann (OSC Berlin)     | 11,2 BRe |
| 2     | Ingrid Mickler-Becker (USC Mainz)                    | 11,2 BRe |
| 3     | Heide Rosendahl (TuS 04 Leverkusen)                  | 11,30000 |
| 4     | Inge Helten (SG DJK Boullo Andernach)                | 11,30000 |
| 5     | Annegret Irrgang (OSC Dortmund)                      | 11,40000 |
| 6     | Christine Tackenberg, geb. Scherzer (1. FC Nürnberg) | 11,50000 |

Datum: 10. Juli
Mit 11,2 s stellten Elfgard Schittenhelm als Deutsche Meisterin und Ingrid Mickler-Becker als Meisterschaftszweite den DLV-Rekord ein.

### 200 m
| Platz | Athletin, Verein                                     | Zeit (s) |
| ----- | ---------------------------------------------------- | -------- |
| 1     | Rita Wilden, geb. Jahn (TuS 04 Leverkusen)           | 23,1 BRe |
| 2     | Annegret Kroniger (LG USC Bochum)                    | 23,20000 |
| 3     | Inge Helten (SG DJK Boullo Andernach)                | 23,70000 |
| 4     | Annelie Wilden, geb. Klum (LC Bonn)                  | 23,80000 |
| 5     | Elfgard Schittenhelm, geb. Weismann (OSC Berlin)     | 23,80000 |
| 6     | Christine Tackenberg, geb. Scherzer (1. FC Nürnberg) | 23,80000 |

Datum: 11. Juli
Rita Wilden stellte mit ihren 23,1 s den bestehenden DLV-Rekord ein.

### 400 m
| Platz | Athletin, Verein                                 | Zeit (s) |
| ----- | ------------------------------------------------ | -------- |
| 1     | Inge Bödding, geb. Eckhoff (LG Nordwest-Hamburg) | 52,9     |
| 2     | Christel Frese (ASV Köln)                        | 53,6     |
| 3     | Anette Rückes (Rot-Weiß Koblenz)                 | 54,0     |
| 4     | Gisela Ellenberger (TuS 04 Leverkusen)           | 54,0     |
| 5     | Erika Weinstein, geb. Götz (LG Schweinfurt)      | 54,2     |
| 6     | Gisela Ahlemeyer, geb. Köpke (MSV Duisburg)      | 54,5     |

Datum: 10. Juli

### 800 m
| Platz | Athletin, Verein                                          | Zeit (min) |
| ----- | --------------------------------------------------------- | ---------- |
| 1     | Hildegard Falck, geb. Janze (VfL Wolfsburg)               | 1:58,5 WR  |
| 2     | Gisela Ellenberger (TuS 04 Leverkusen)                    | 2:02,4000  |
| 3     | Sylvia Schenk (ESV Jahn Treysa)                           | 2:03,9000  |
| 4     | Rosemarie Klute (OSC Dortmund)                            | 2:05,9000  |
| 5     | Hannelore Heyn, geb. Lehmpfuhl (TSV Tempelhof-Mariendorf) | 2:12,2000  |
| 6     | Ellen Tittel (TuS 04 Leverkusen)                          | 2:14,7000  |

Datum: 11. Juli
Hildegard Falck stellte einen neuen Weltrekord auf und war mit ihren gelaufenen 1:58,5 Minuten die erste Frau, die auf dieser Strecke unter zwei Minuten blieb. 

### 1500 m
| Platz | Athletin, Verein                                      | Zeit (min) |
| ----- | ----------------------------------------------------- | ---------- |
| 1     | Ellen Tittel (TuS 04 Leverkusen)                      | 4:16,7     |
| 2     | Christa Merten, geb. Basche (TSV Bayer 04 Leverkusen) | 4:17,3     |
| 3     | Gerda Ranz, geb. Klöpfer (TV Erkheim)                 | 4:20,2     |
| 4     | Regine Schoch (Eintracht Frankfurt)                   | 4:22,3     |
| 5     | Christel Rosenthal (ASC Darmstadt)                    | 4:26,7     |
| 6     | Manuela Preuß (Barmer TV 1846 Wuppertal)              | 4:28,5     |

Datum: 10. Juli

### 100 m Hürden
| Platz | Athletin, Verein                          | Zeit (s) |
| ----- | ----------------------------------------- | -------- |
| 1     | Margit Bach (TSV Bayer 04 Leverkusen)     | 13,3     |
| 2     | Heide Rosendahl (TuS 04 Leverkusen)       | 13,3     |
| 3     | Gudrun Gülck (Hamburger SV)               | 13,6     |
| 4     | Manon Bornholdt (TSV Bayer 04 Leverkusen) | 13,7     |
| 5     | Marlies Koschinski (Arminia Ochtrup)      | 14,0     |
| 6     | Karin Laupp (LG Tübingen)                 | 14,1     |

Datum: 11. Juli

### 4 × 100 m Staffel
| Platz | Verein, Besetzung                                                                                       | Zeit (s) |
| ----- | --- | -------- |
| 1     | TuS 04 Leverkusen (Jutta Kahmeier, Ursula Schruff, Rita Wilden – geb. Jahn, Heide Rosendahl)            | 44,5     |
| 2     | LC Bonn (Elvira Possekel, Annelie Wilden – geb. Klum, Brigitte Killius, Jutta Heine)                    | 45,3     |
| 3     | SG DJK Boullo Andernach (Ulla Witsch, Inge Helten, Marie-Luise Müller, Weyk)                            | 45,6     |
| 4     | OSC Dortmund (Brigitte Roesen – geb. Krämer, Heidi Gerhard – geb. Edelstein, Engster, Annegret Irrgang) | 45,6     |
| 5     | LG USC Bochum (Rita Gurowski, Annegret Kroniger, Annegret Galla, Cornelia Thomas)                       | 46,3     |
| 6     | LG Nordwest-Hamburg (Birgit Barth, Mattelson, Mattes-Grimm, Inge Bödding – geb. Eckhoff)                | 46,4     |

Datum: 11. Juli

### 3 × 800 m Staffel
| Platz | Verein, Besetzung                                                                                     | Zeit (min) |
| ----- | --- | ---------- |
| 1     | VfL Wolfsburg (Christa Czekay – geb. Elsler, Marita Jeske – geb. Kloth, Hildegard Falck – geb. Janze) | 6:27,6     |
| 2     | TuS 04 Leverkusen (Christine Linz, Gisela Ellenberger, Ellen Tittel)                                  | 6:28,8     |
| 3     | LG Nordwest Hamburg (Birgit Barth, Helga Fricke, Inge Bödding – geb. Eckhoff)                         | 6:41,6     |
| 4     | TSV Tempelhof-Mariendorf (Schulze, Reitzig, Hannelore Heyn)                                           | 6:57,2     |
| 5     | LG Schweinfurt (Mayer, Claudia Kupfer, Erika Weinstein – geb. Götz)                                   | 7:00,4     |
| 6     | LG Mannheim (Evelyn Duda, Renate Joswig, Marliese Hoffmann)                                           | 7:08,0     |

Datum: 26. September
fand in Hannover statt

### Hochsprung
| Platz | Athletin, Verein                   | Höhe (m) |
| ----- | ---------------------------------- | -------- |
| 1     | Renate Gärtner (SG Schlüchtern)    | 1,83 BR  |
| 2     | Ulrike Meyfarth (LG Rhein-Ville)   | 1,80000  |
| 3     | Karen Mack (TSV 1860 München)      | 1,74000  |
| 4     | Rosemarie Hieksch (TV 1885 Haiger) | 1,71000  |
| 5     | Brigitte Fuchs (LG Staufen)        | 1,71000  |
| 5     | Anja Wolf (TSV Goddelau)           | 1,71000  |

Datum: 10. Juli
Renate Gärtner stellte mit ihrer Siegeshöhe von 1,83 m einen neuen DLV-Rekord auf.

### Weitsprung
| Platz | Athletin, Verein                             | Weite (m) |
| ----- | -------------------------------------------- | --------- |
| 1     | Heide Rosendahl (TuS 04 Leverkusen)          | 6,69      |
| 2     | Ingrid Mickler-Becker (USC Mainz)            | 6,62      |
| 3     | Christa Herzog (Hamburger SV)                | 6,60      |
| 4     | Brigitte Roesen – geb. Krämer (OSC Dortmund) | 6,42      |
| 5     | Edda Schmiedel (SG Düren 99)                 | 6,36      |
| 6     | Brigitte Göhrs (TK Hannover)                 | 6,34      |

Datum: 11. Juli

### Kugelstoßen
| Platz | Athletin, Verein                                     | Weite (m) |
| ----- | ---------------------------------------------------- | --------- |
| 1     | Marlene Fuchs, geb. Klein (TSC Euskirchen)           | 17,07     |
| 2     | Brigitte Berendonk (USC Heidelberg)                  | 16,70     |
| 3     | Sigrun Kofink, geb. Grabert (LG Tübingen)            | 16,29     |
| 4     | Anne-Chatrine Rühlow, geb. Lafrenz (Preußen Münster) | 14,98     |
| 5     | Gertrud Schäfer (FC Schalke 04)                      | 14,84     |
| 6     | Birgit Palzkill (TuS 04 Leverkusen)                  | 14,59     |

Datum: 10. Juli

### Diskuswurf
| Platz | Athletin, Verein                                     | Weite (m) |
| ----- | ---------------------------------------------------- | --------- |
| 1     | Brigitte Berendonk (USC Heidelberg)                  | 58,22     |
| 2     | Liesel Westermann (TuS 04 Leverkusen)                | 56,34     |
| 3     | Anne-Chatrine Rühlow, geb. Lafrenz (Preußen Münster) | 52,88     |
| 4     | Sigrun Kofink, geb. Grabert (LG Tübingen)            | 50,94     |
| 5     | Gertrud Schäfer (FC Schalke 04)                      | 50,62     |
| 6     | Angelika Kroll (TUSEM Essen)                         | 49,06     |

Datum: 11. Juli

### Speerwurf
| Platz | Athletin, Verein                                    | Weite (m) |
| ----- | --------------------------------------------------- | --------- |
| 1     | Anneliese Gerhards, geb. Jansen (TuS 04 Leverkusen) | 55,42     |
| 2     | Almut Brömmel (TSV 1860 München)                    | 53,34     |
| 3     | Doris Müller (LG Unterwesterwald)                   | 53,18     |
| 4     | Waltraud Romberger (USC Heidelberg)                 | 50,72     |
| 5     | Gisa Paulsen (TuS 04 Leverkusen)                    | 50,04     |
| 6     | Iris Sporleder (Düsseldorfer SC 99)                 | 50,02     |

Datum: 10. Juli

### Fünfkampf,1969er Wertung
| Platz | Athletin, Verein                          | P – offiz. Wert. | P – 81er Wert. |
| ----- | ----------------------------------------- | ---------------- | -------------- |
| 1     | Heide Rosendahl (TuS 04 Leverkusen)       | 5158             | 4495           |
| 2     | Karen Mack (TSV 1860 München)             | 4869             | 4158           |
| 3     | Margot Eppinger (TSV Neuhausen)           | 4809             | 4105           |
| 4     | Ursula Leuschner (Essener SV 1899)        | 4718             | 3998           |
| 5     | Edda Schmiedel (SG Düren 99)              | 4667             | 3976           |
| 6     | Manon Bornholdt (TSV Bayer 04 Leverkusen) | 4336             | 3909           |

Datum: 17./18. Juli
fand in Osnabrück-Gretesch statt

### Fünfkampf,1969er Wertung– Mannschaftswertung
| Platz | Verein, Besetzung                                                | Leistung (Pkte) |
| ----- | ---------------------------------------------------------------- | --------------- |
| 1     | ASC Darmstadt (Christel Voß, Helga Hardt, Ingrid Liese)          | 12.920          |
| 2     | Hamburger SV (Christa Herzog, Gudrun Gülck, Weyer)               | 12.349          |
| 3     | LG Nordwest Hamburg (Schwichtenberg, Mattes, Wurl)               | 12.112          |
| 4     | Düsseldorfer SC 99 (Birgit Martin, Werner, Leboterf)             | 12.010          |
| 5     | LG USC Bochum (Angelika Ibing, Ziemek, Gisela Köbke)             | 11.639          |
| 6     | LC Bonn (Annelie Wilden – geb. Klum, Ulla Zablinski, Inge Leder) | 11.628          |

Datum: 17./18. Juli
fand in Osnabrück-Gretesch statt

### WaldlaufMittelstrecke –1,5km
| Platz | Athletin, Verein                                      | Zeit (min) |
| ----- | ----------------------------------------------------- | ---------- |
| 1     | Ellen Tittel (TuS 04 Leverkusen)                      | 4:09,0     |
| 2     | Christa Merten, geb. Basche (TSV Bayer 04 Leverkusen) | 4:14,6     |
| 3     | Christel Frese (ASV Köln)                             | 4:24,8     |
| 4     | Gisela Ellenberger (TuS 04 Leverkusen)                | 4:27,4     |
| 5     | Gertrud Theißen (ASV Köln)                            | 4:28,8     |
| 6     | Lydia Ritter (Rot-Weiß Koblenz)                       | 4:31,2     |

Datum: 25. April
fand in Pfungstadt statt

### WaldlaufMittelstrecke, Mannschaftswertung
| Platz | Verein, Besetzung                                                    | (Pkte)              |
| ----- | -------------------------------------------------------------------- | ------------------- |
| 1     | ASV Köln (Christel Frese, Gertrud Theißen, Rita Windbrake)           | 19 (Plätze 03/5/11) |
| 2     | TuS 04 Leverkusen (Ellen Tittel, Gisela Ellenberger, Christine Linz) | 19 (Plätze 01/4/14) |
| 3     | Hamburger SV (Haßler, Beermann, Germershausen)                       | 38 (Plätze 08/9/21) |

Datum: 25. April
fand in Pfungstadt statt
nur 3 Mannschaften in der Wertung

### WaldlaufLangstrecke –3,4km
| Platz | Athletin, Verein                          | Zeit (min) |
| ----- | ----------------------------------------- | ---------- |
| 1     | Ellen Tittel (TuS 04 Leverkusen)          | 11:16,4    |
| 2     | Regine Schoch (Eintracht Frankfurt)       | 11:35,0    |
| 3     | Hannelore Heyn (TSV Tempelhof-Mariendorf) | 11:39,8    |
| 4     | Manuela Preuß (Barmer TV 1846 Wuppertal)  | 11:42,4    |
| 5     | Marlene Weiland, geb. Loris (TV 1895 Elm) | 11:47,6    |
| 6     | Gerda Reinke (SCC Berlin)                 | 11:58,0    |

Datum: 25. April
fand in Pfungstadt statt

### WaldlaufLangstrecke, Mannschaftswertung
| Platz | Verein, Besetzung                                                             | (Pkte)               |
| ----- | ----------------------------------------------------------------------------- | -------------------- |
| 1     | Barmer TV 1846 Wuppertal I (Manuela Preuß, Christa Kofferschläger, Oppermann) | 23 (Plätze 04/9/10)  |
| 2     | Barmer TV 1846 Wuppertal II (Sigrun Schumacher, Ingrid Adam, Doris Schewe)    | 47 (Plätze 12/14/21) |
| 3     | Eintracht Frankfurt (Regine Schoch, Weber, Zidek)                             | 48 (Plätze 02/22/24) |
| 4     | ASC Darmstadt (Charlotte Teske – geb. Bernhard, Philipp, Henkel)              | 53 (Plätze 07/18/28) |
| 5     | ASV Köln (Gertrud Theißen, Christel Frese, Rita Windbrake)                    | 55 (Plätze 15/17/23) |
| 6     | Bielefelder TG (Baak, Baum, Doktor)                                           | 81 (Plätze 25/26/30) |

Datum: 25. April
fand in Pfungstadt statt

## Video
- Filmausschnitte u. a. von den Deutschen Leichtathletikmeisterschaften auf filmothek.bundesarchiv.de, Bereich: 10:51 min bis 13:24 min, abgerufen am 21. April 2021